# Mohamed Dräger
Mohamed Dräger (Friburgo de Brisgovia, Baden-Wurtemberg, Alemania, 25 de junio de 1996) es un futbolista tunecino. Juega de centrocampista y su equipo es el Eintracht Brunswick de la 2. Bundesliga.

## Trayectoria
Dräger entró a las inferiores del SC Friburgo en 2009 y debutó con el primer equipo el 27 de julio de 2017 contra el Domžale en la Liga Europa de la UEFA.
En 2018 fue enviado a préstamo al SC Paderborn por dos años. Finalizada la temporada 2019-20 regresó a Friburgo, sin embargo, no volvió a jugar con el equipo ya que en septiembre fue traspasado al Olympiakos de El Pireo con el que firmó hasta 2024. En el conjunto heleno estuvo un año y a finales de agosto de 2021 fue transferido al Nottingham Forest F. C. Este lo cedió en febrero al F. C. Lucerna una vez terminó su participación en la Copa Africana de Naciones 2021. Posteriormente, la cesión fue extendida hasta la temporada 2022-23. Tras este segundo préstamo siguió en Suiza después de fichar por el F. C. Basilea en agosto de 2023. Allí estuvo un año y medio y en enero de 2025 regresó a Alemania para jugar en el Eintracht Brunswick.

## Selección nacional
Debutó con la selección de Túnez el 20 de noviembre de 2018 en un encuentro amistoso contra Marruecos.

## Estadísticas

### Clubes
Actualizado al último partido disputado el 30 de marzo de 2025.
| Club | Div.          | Temporada     | Liga  | Liga  | Copas nacionales(1) | Copas nacionales(1) | Copas internacionales(2) | Copas internacionales(2) | Total | Total |
| Club | Div.          | Temporada     | Part. | Goles | Part.               | Goles               | Part.                    | Goles                    | Part. | Goles |
| --- | ------------- | ------------- | ----- | ----- | ------------------- | ------------------- | ------------------------ | ------------------------ | ----- | ----- |
| S. C. Friburgo II · Alemania | 4.ª           | 2014-15       | 4     | 0     | —                   | —                   | —                        | —                        | 4     | 0     |
| S. C. Friburgo II · Alemania | 4.ª           | 2015-16       | 18    | 1     | —                   | —                   | —                        | —                        | 18    | 1     |
| S. C. Friburgo II · Alemania | 5.ª           | 2016-17       | 20    | 2     | —                   | —                   | —                        | —                        | 20    | 2     |
| S. C. Friburgo II · Alemania | 4.ª           | 2017-18       | 26    | 8     | —                   | —                   | —                        | —                        | 26    | 8     |
| S. C. Friburgo II · Alemania | Total club    | Total club    | 68    | 11    | 0                   | 0                   | 0                        | 0                        | 68    | 11    |
| S. C. Friburgo · Alemania | 1.ª           | 2017-18       | 2     | 0     | 0                   | 0                   | 1                        | 0                        | 3     | 0     |
| S. C. Friburgo · Alemania | Total club    | Total club    | 2     | 0     | 0                   | 0                   | 1                        | 0                        | 3     | 0     |
| S. C. Paderborn 07 · Alemania | 2.ª           | 2018-19       | 32    | 0     | 4                   | 0                   | —                        | —                        | 36    | 0     |
| S. C. Paderborn 07 · Alemania | 1.ª           | 2019-20       | 18    | 1     | 0                   | 0                   | —                        | —                        | 18    | 1     |
| S. C. Paderborn 07 · Alemania | Total club    | Total club    | 50    | 1     | 4                   | 0                   | 0                        | 0                        | 54    | 1     |
| Olympiakos de El Pireo · Grecia | 1.ª           | 2020-21       | 8     | 0     | 1                   | 0                   | 1                        | 0                        | 10    | 0     |
| Olympiakos de El Pireo · Grecia | Total club    | Total club    | 8     | 0     | 1                   | 0                   | 1                        | 0                        | 10    | 0     |
| Nottingham Forest F. C. Inglaterra | 2.ª           | 2021-22       | 0     | 0     | 0                   | 0                   | ―                        | ―                        | 0     | 0     |
| Nottingham Forest F. C. Inglaterra | Total club    | Total club    | 0     | 0     | 0                   | 0                   | 0                        | 0                        | 0     | 0     |
| F. C. Lucerna Suiza | 1.ª           | 2021-22       | 19    | 3     | 2                   | 1                   | ―                        | ―                        | 21    | 4     |
| F. C. Lucerna Suiza | 1.ª           | 2022-23       | 31    | 3     | 2                   | 0                   | ―                        | ―                        | 33    | 3     |
| F. C. Lucerna Suiza | Total club    | Total club    | 50    | 6     | 4                   | 1                   | 0                        | 0                        | 54    | 7     |
| F. C. Basilea Suiza | 1.ª           | 2023-24       | 20    | 2     | 3                   | 0                   | ―                        | ―                        | 23    | 2     |
| F. C. Basilea Suiza | 1.ª           | 2024-25       | 1     | 0     | 0                   | 0                   | ―                        | ―                        | 1     | 0     |
| F. C. Basilea Suiza | Total club    | Total club    | 21    | 2     | 3                   | 0                   | 0                        | 0                        | 24    | 2     |
| Eintracht Brunswick · Alemania | 2.ª           | 2024-25       | 5     | 0     | ―                   | ―                   | ―                        | ―                        | 5     | 0     |
| Eintracht Brunswick · Alemania | Total club    | Total club    | 5     | 0     | 0                   | 0                   | 0                        | 0                        | 5     | 0     |
| Total carrera | Total carrera | Total carrera | 204   | 20    | 12                  | 1                   | 2                        | 0                        | 218   | 21    |
| (1) Incluye datos de la Copa de Alemania, Copa de Grecia y Copa de Suiza. (2) Incluye datos de la Liga Europa de la UEFA y Liga de Campeones de la UEFA. |               |               |       |       |                     |                     |                          |                          |       |       |

### Selección
| Selección      | Temporada | Amistosos | Amistosos | África | África | Mundial | Mundial | Total | Total |
| Selección      | Temporada | Part.     | Goles     | Part.  | Goles  | Part.   | Goles   | Part. | Goles |
| -------------- | --------- | --------- | --------- | ------ | ------ | ------- | ------- | ----- | ----- |
| Absoluta Túnez | 2018      | 1         | 0         | -      | -      | -       | -       | 1     | 0     |
| Absoluta Túnez | 2019      | 5         | 0         | 7      | 0      | -       | -       | 12    | 0     |
| Absoluta Túnez | Total     | 6         | 0         | 7      | 0      | 0       | 0       | 13    | 0     |

## Palmarés

### Títulos nacionales
| Título              | Club                   | País   | Año  |
| ------------------- | ---------------------- | ------ | ---- |
| Superliga de Grecia | Olympiakos de El Pireo | Grecia | 2021 |